# ГЕС Альпаслан-1
ГЕС Альпаслан-1 (тур. Alpaslan-1 Barajı ve Hidroelektrik Santrali) - кам'яно-накидна гребля з глиняним ядром і ГЕС на річці Мурат в провінції Муш, Туреччина. Перший камінь в фундамент греблі було закладено в 1994 році і будівництво греблі розпочато в 1998 році, заповнення водосховища розпочалось в 2008 році, перший з чотирьох 40 МВт генераторів було введено в дію в 2009 році, другий - в 2012 році